# Roland Boyes
Roland Boyes (ur. 12 lutego 1937 w Holmfirth w Yorkshire, zm. 16 czerwca 2006 w Peterlee w hrabstwie Durham) – polityk brytyjski.
Ukończył nauki ekonomiczne na University of Bradford. Z ramienia Partii Pracy zasiadał w Parlamencie Europejskim z okręgu Durham (1979-1984), a następnie był posłem do Izby Gmin w latach 1983-1997 z okręgu Houghton and Washington. W 1990 przedstawiał w Izbie Gmin projekt ustawy o eutanazji. Wycofał się z polityki ze względu na chorobę Alzheimera, wspierał finansowo badania naukowe nad tą chorobą.